# Expresión oral
En oratoria, la expresión oral es el conjunto de técnicas que determinan las pautas generales que deben seguirse para comunicarse  con efectividad, es decir, es la forma de expresar sin barreras lo que se piensa. En determinadas circunstancias es más amplia que el habla, ya que requiere de elementos paralingüísticos para completar su significado final, tales como los gestos faciales.
Entre las características que se observan, están los siguientes:
- Voz: La imagen auditiva tiene un gran impacto para el auditorio. A través de la voz se pueden transmitir sentimientos y actitudes.
- Dicción: El hablante debe tener un buen dominio del idioma. Tal conocimiento involucra un adecuado dominio de la pronunciación de las palabras, la cual es necesaria para la comprensión del mensaje.
- Estructura del mensaje: Es habitual planear con anterioridad lo que se va a decir y comprender el tema ya que un buen orador no suele improvisar.
- Fluidez: Utilizar las palabras en forma continua.
- Volumen: Intensidad de voz.
- Ritmo: Armonía y acentuación.
- Claridad: Expresarse en forma precisa y certera.
- Coherencia: Expresarse de manera lógica.
- Emotividad: Proyectar sentimientos acordes al tema.

- Datos: Q5802823